# Chastanier
Chastanier är en kommun i departementet Lozère i regionen Occitanien i södra Frankrike. Kommunen ligger i kantonen Langogne som tillhör arrondissementet Mende. År 2022 hade Chastanier 78 invånare.

## Befolkningsutveckling
Antalet invånare i kommunen Chastanier
| Referens: INSEE |